# Ludwig Helmuth Heinrich von Jasmund
Ludwig Helmut Heinrich von Jasmund (getauft 3. September 1748 in Cammin; † 16. März 1825 in Stuttgart) war ein mecklenburgischer Edelmann in hessen-kasselischen und württembergischen Diensten.

## Leben

### Herkunft und Familie
Ludwig Helmuth Heinrich war Angehöriger des ursprünglich rügischen, später in Mecklenburg und darüber hinaus verbreiteten Adelsgeschlechts von Jasmund. Seine Eltern waren der mecklenburg-strelitzische Rittergutsbesitzer und Kammerjunker sowie schleswig-holsteinische Hofrat Karl Friedrich von Jasmund (1709–1778) und Charlotte, geborene von Plessen (1708–1783).
Er vermählte sich in erster Ehe in Kassel mit Henriette Wilhelmine von Schlotheim (* 1758; † 28. März 1809 in Neustadt bei Dresden), Tochter  des Generals Karl Wilhelm von Schlotheim, und heiratete in Kassel zur linken Hand am 30. Oktober 1806 (zur rechten Hand am 17. März 1817) Johanna (Christine Veronika) Jung (1783–1856).
- [Aus 1. Ehe:]
  - Charlotte (1780–1818); ⚭ August von Oertzen (1777–1837), mecklenburg-strelitzischer Staatsminister
  - Carl (1782–1847), preußischer Landrat; ⚭I Emma Blumenbach (1783–1819); ⚭II Natalie von Schlieben (1800–1850)
- [Aus 2. Ehe:]
  - Ludwig (1805–1850, vorehelich), württembergischer Oberjustizrat[5]
  - Karoline (1807–1875);[5] ⚭ Adolf Freiherr von Waechter († 1858), württembergischer Kammerherr und Ober-Tribunalsrat

### Werdegang
Jasmund war Erbherr auf den mecklenburgischen Landgütern Cammin (bei Stargard) und Riepke.
Er trat in hessen-kasselische Dienste und war ab 1774/1775 als Hofjunker, später Kammerjunker und ab dem Jahr 1784 Kammerherr. Als „Directeur des Plaisirs“ war er neben weiteren Aufgaben für Theateraufführungen in Kassel zuständig. Schließlich avancierte er 1793 zum Hofmarschall in Hessen-Kassel und war danach bis zum Jahre 1806/1807, der napoleonischen Okkupation und Eingliederung von Hessen-Kassel in das Königreich Westphalen, Präsident am Oberappellationsgericht Kassel.
Danach wechselte er in württembergische Dienste und war im Kabinett des württembergischen Staatsministerium von 1807 bis 1808 Chef des Finanz-Departements sowie von 1808 bis 1816 des geistlichen Departements. Jasmund war in Württemberg Legationsrat, Oberpolizeirat, Staats- und Kultusminister und Oberkurator der Universität Tübingen und wurde häufig als Freiherr tituliert. Er war zudem Träger des Großkreuzes des königlichen Civil-Verdienst-Ordens und seit dem 16. Mai 1803 Ritter des kurfürstlich-hessischen Hausordens vom Goldenen Löwen.